# 東京の昔
『東京の昔』（とうきょうのむかし）は、吉田健一による長編小説で、第2次世界大戦前の東京を舞台にとり、その後の戦火によって失われた東京の情緒や慎ましやかな暮らしの描写を通じて文明や人々を論じる。
最晩年期の吉田による著作で、「珠玉の一篇」、「味わい深い文明批評」などの評価を受けた。この作品は1973年5月から11月まで文芸誌「海」に連載され、単行初版は1974年3月1日に中央公論社で刊行、中公文庫、ちくま学芸文庫で再刊された。

## 発表経過
吉田健一は1912年に、吉田茂（外交官、後年・外務大臣、総理大臣）の長男として誕生した。外交官だった父の赴任に従い20歳のころまでイギリスやフランス、中国などで暮らし、優れた語学力と豊かな生活感覚を体得した。吉田は生涯官界・政界とは無縁の生き方を貫き、文学以外のことは何もせずに貧しい経済状態も経て、エッセーや評論を多数執筆し、また数多くの翻訳書も手がけた。吉田が小説を執筆し始めたのは、40歳を過ぎたころからであった。
吉田は1970年、58歳前後に最初の長編小説『瓦礫の中』を発表し、1974年の『埋れ木』にいたるまで長編小説・計6編を刊行した。『東京の昔』は第5作目の長編小説にあたる。文芸誌「海」に1973年5月から11月まで計7回連載された。連載時は新字新かな表記だった。
単行初版は1974年3月1日に、旧字旧かな表記で中央公論社より刊行された。文庫版は各・新字新かな表記で、1976年5月に中公文庫（入江隆則解説）が、2011年にちくま学芸文庫（島内裕子解説）が刊行されている。
その他の刊行に、『吉田健一著作集 第22巻』（旧字旧かな表記、集英社、1980年）や『吉田健一集成7』（新字旧かな表記、新潮社、1993年）がある。

## あらすじ
舞台は「本郷信楽町」という架空の町で、時期は第2次世界大戦前の話である。語り手はこの町に1年あまり仮住まいし、季節はよどみなく淡々と巡っていく。
語り手は「帝大の前を電車が走つてゐた」時代の記憶とさまざまなエピソードを、執筆時期と思われる「現在」から回想して綴っていく。
語り手は下宿先のおしま婆さん、自転車屋の勘さん、帝大生の古木君、実業家の川本さんなどの人物と出会い、多くはおでん屋のカウンターや、待合、カフェーなどでの飲食の機会を通じて文明や人々を論じ、親しく交流を重ねる。やがて古木君と川本さんは横浜港からヨーロッパに旅立ち、語り手が勘さんとともに2人が乗る船を見送る場面で幕切れとなる。

## 登場人物
- 語り手：主人公。物語中で一人称代名詞で自分を描写することはなく、いつも「こっち」である[注釈 2][14][16]。
- おしま婆さん：語り手の住む下宿の家主[17]。「婆さん」というほどの年齢ではないが、近所の人々はそう呼んでいる[17]
- 勘さん：自転車屋の若主人[18]。
- 古木君：帝大生[19]。そのモデルは氷上英廣（ドイツ文学者）の青年期とされる[20]。
- 川本さん：六本木に住まいを構える実業家[21]。

## 作品の背景
『東京の昔』は登場人物が少なく、物語の舞台はほとんどが本郷とその周辺に限られている。登場人物と舞台が限定されることによって、作品には「親密な感じ」がもたらされている。
吉田はこの作品を書く前に『瓦礫の中』（1970年）、『絵空ごと』（1971年）、『本当のやうな話』（1973年）という3冊の長編小説を発表していた。この3作は登場人物こそそれぞれ別であるものの、第2次世界大戦後の東京での住まいの問題というテーマが通底している上に、作中で登場人物たちが文学談義などを交わすことも共通しているため、一連の作品として読むことも可能である。島内裕子は吉田の長編小説の大きな魅力として、「文学談義や文明論が、登場人物たちのなごやかな会話の中に溶け込んでいる」ことを挙げた。
長編第4作の『金沢』（1973年）では、舞台は一転して金沢に移る。その後に人間そのものをテーマとする『ヨオロッパの世紀末』と『交友録』をはさんで、人間同士の交流をメインに据える『東京の昔』が発表されて、「東京」が戻ってくることになった。最後の長編小説となる『埋れ木』（1974年）も東京が舞台となり、自宅消滅寸前の危機を乗り越えて日常が続いていく話である。

## 評価
『東京の昔』は、吉田最晩年の著作で、「珠玉の一篇」、「味わい深い文明批評」などの評価を受けた。
入江隆則は、中公文庫版の解説で「その時分（注：昭和の初期から昭和10年代の前半ぐらい）の東京の雰囲気が、エピソードや描写の端々に生き生きととらえられている点がまず印象的である」と称賛した。そして作品が懐古の情によって支えられる一面を持ちながらも、決して過度な感傷に陥いることはなく、妙な気負いやけばけばしさなどを排して淡々と描き出されていくことを指摘した（その例として入江は、おしま婆さんとの四方山話と古木君とのフランス文学などに関する会話を対比している）。
田村隆一は、集英社版『著作集 第22巻』月報（1980年）解説で、『東京の昔』という題名に着目して「この小説の真のヒーローは「昔」であって「東京」ではないからだ」と記述した。「昔」を生命体として描き出すための舞台として吉田が選んだのが、有機体としての都市「東京」である。田村は吉田が描き出す散文世界の主調低音として「「昔」はけっして「過去」のことではない。「今が今」でないかぎり、「昔」は存在しない、過去の文明もまた遺跡にすぎなくなる」ことを指摘している。
この作品について、「吉田健一の魅力が詰まっている」と評したのは島内裕子（ちくま学芸文庫版解説、2011年）で、その理由は、『東西文学論』、『文学概論』、『私の食物誌』、『交友録』などの名だたる著作が混然一体となり、その魅力がこの一編に注ぎ込まれているとする（島内は「絶妙の味わいの酒」と形容した）。島内は1970年の長編評論『ヨオロッパの世紀末』以後に刊行された長編小説6冊のすべてに共通することであるとした上で、作品中で描写される情景が身近に感じられるという点で『東京の昔』が随一であると記述している。
柴崎友香は「とても好きな小説」として『東京の昔』を挙げている。柴崎によれば、よくある小説のパターンではある場所について書く場合、その街が明確に存在していてそこをまさに舞台として物語が展開していくという。吉田の場合、読者が読み進めていくことによって、そこに街や場所がだんだん立ち現れていくように構成されている。柴崎は冒頭部分を取り上げ、複数の時代を行き来しながら小説の舞台となる時代を狭めて示していくことを記述し、吉田がなぜこんな面倒な方法をとったかについて「この小説の中に東京という場所を存在させたいからに他なりません」とした。
『東京の昔』に強く影響を受けた作家としては、保坂和志の名が挙げられる。保坂は1980年代の半ばに吉田の『瓦礫の中』と出会い、エッセイや身辺雑記風とも受けとれるように書かれた文がまさに小説となっていることにびっくりしたという。ついで保坂が読んだのが『東京の昔』であった。保坂は吉田の著作では『瓦礫の中』と『東京の昔』が群を抜いていると評した上で、後者の方がいっそう好きだと述べている。その影響を受けたのが彼の著作『プレーンソング』で、前半の部分は『東京の昔』の語り口を借用したという。